# Lenguas de las islas Andamán

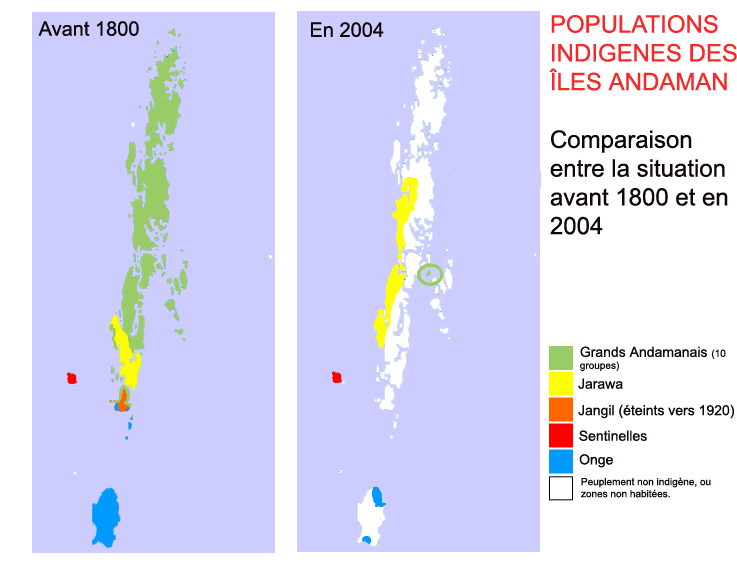
Extensión pasada y actual de las lenguas andamesas.

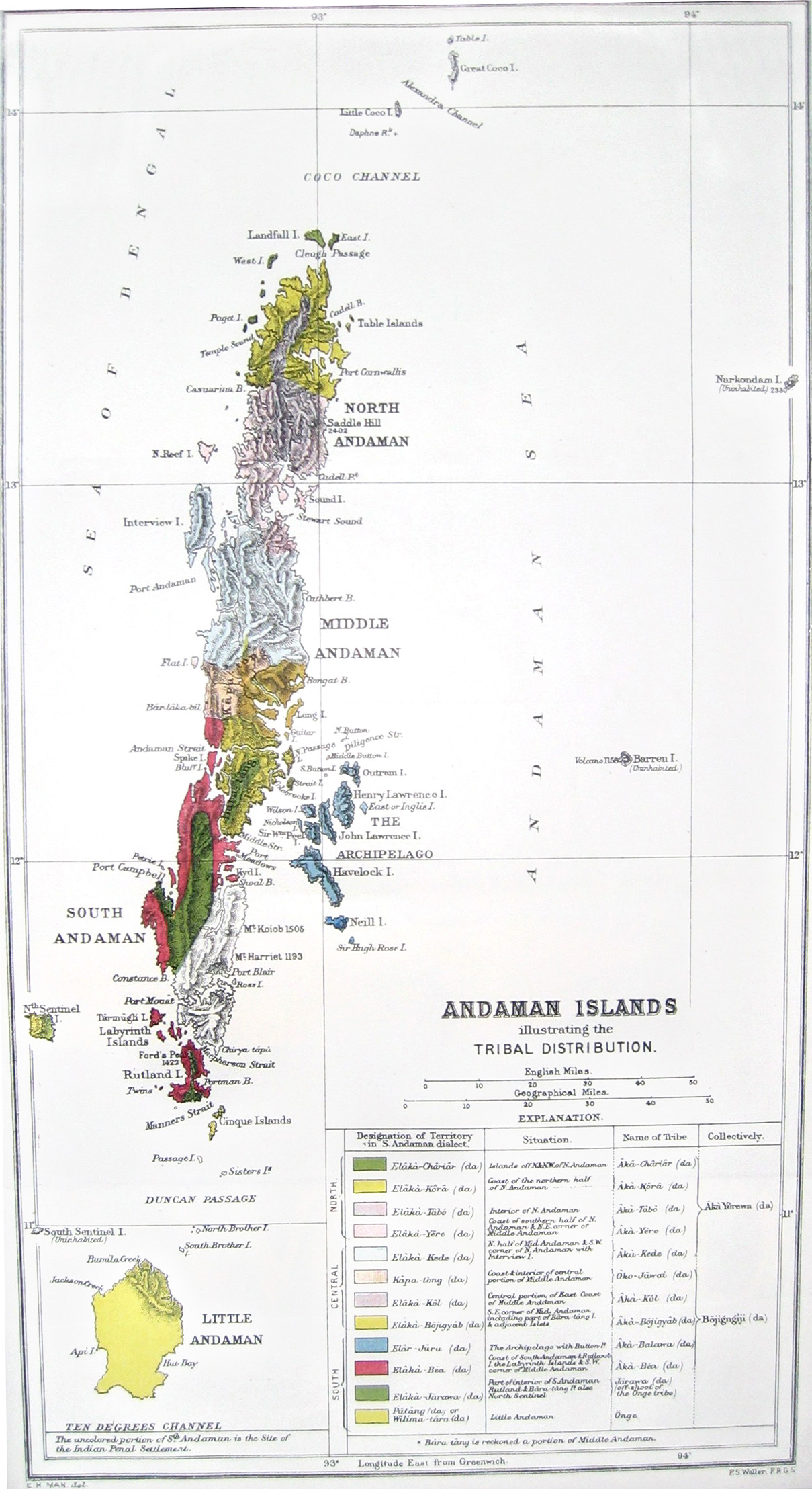
Mapa etnolingüístico de las islas Andamán de 1923.

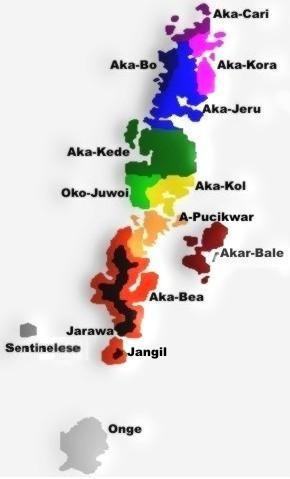
Mapa de la distribución original aproximada de las lenguas andamenesas.

Las lenguas de las islas Andamán o lenguas andamanesas son una familia de lenguas habladas en las islas Andamán, un territorio de la India. Existen dos subfamilas reconocidas, las lenguas gran andamanesas y las lenguas andamanesas del sur. El grupo gran andamanés se divide en los grupos central y del norte.
Todas las lenguas andamanesas septentrionales, a excepción del Aka-Jeru y las lenguas del sur, se extinguieron en el siglo XX, y actualmente muchos de los andamaneses son hablantes de hindi. Las lenguas meridionales (lenguas onganas) han conseguido sobrevivir principalmente gracias al aislamiento y a la extrema hostilidad que sus hablantes han mantenido y -en el caso del sentinelés- todavía mantienen contra personas del exterior.

## Clasificación interna
Las lenguas de la familia incluyen:
- Gran andamanés
  - Central
    - Aka-bea o bea (lengua muerta)
    - Akar-bale o bale (lengua muerta)
    - Aka-kede o kede (lengua muerta)
    - Aka-kol o kol (lengua muerta)
    - Oko-juwoi o juwoi (lengua muerta)
    - A-pucikwar o pucikwar (lengua muerta)

  - del norte
    - Aka-cari o chari (lengua muerta)
    - Aka-Kora o kora (lengua muerta)
    - Aka-Jeru o jeru; 36 hablantes en 1997, bilingües en hindi
    - Aka-Bo o bo (lengua muerta)[1]
- Andamanés del sur (ongano)
  - Öñge; 96 hablantes en 1997, casi todos monolingües
  - Järawa; 200 hablantes en 1997, casi todos monolingües

Además hay que señalar:
- Sentinelés; posiblemente 50 hablantes; no hay material publicado, ni siquiera una lista de palabras, y por lo tanto no hay una clasificación segura.

### Relaciones con otras lenguas
Greenberg (1971) coloca estas lenguas dentro de las llamadas lenguas indo-pacíficas, junto con las lenguas papúes y las lenguas tasmanas. Sin embargo, la mayoría de lingüistas rechaza esta propuesta y considera que estas lenguas no están emparentadas con otros grupos lingüísticos.

### Antropología de los andamaneses
Si bien los argumentos antropológicos o culturales no pueden constituir una base firme sobre la que establecer relaciones lingüísticas en ciertas ocasiones existe correlación entre los datos antropológicos y los datos lingüísticos.
Los habitantes de las islas Andamán son, físicamente, negritos de baja estatura y piel oscura, que sobreviven en pequeños reductos del Asia tropical y Nueva Guinea. De todas formas, todos los demás grupos de negritos de Asia continental han adoptado lenguas estrechamente emparentadas a pueblos no negritos que les rodean. Las lenguas de las islas Andamán tampoco muestran similitudes con las lenguas de las islas Nicobares. Esto ha llevado a especular que las lenguas andamanesas podrían representar la lengua original (o una de las lenguas originales) habladas por los negritos asiáticos antes de que otros grupos ocuparan su área de extensión original, quedando la distribución fragmentada que se ve en la actualidad.

## Descripción lingüística

### Gramática
Las lenguas andamanesas son más bien aglutinantes, con un extenso sistema de prefijos y sufijos.
Posiblemente la característica más distintiva es un sistema de clases de sustantivos basados en partes del cuerpo. Cada sustantivo y adjetivo puede tomar un prefijo de acuerdo con la parte del cuerpo con la que está asociado. Así, por ejemplo el aka- al comienzo de los nombres de lenguas de Andamán es el prefijo para objetos relacionados con la lengua. Un ejemplo para un adjetivo lo representa las varias formas de yop, plegable, blando, en aka-bea: un "cojín" es ot-yop redondo-blando, del prefijo para las palabras relacionadas con la cabeza o el corazón; una "caña" es ôto-yop, plegable con el prefijo para cosas largas; un "palo" o un "lápiz" es aka-yop, puntiagudo con el prefijo para lengua; un "árbol caído" es ar-yop, podrido con el prefijo para piernas o cosas erectas. De forma similar beri-nga "bueno" resulta en un-beri-nga "listo" (mano-bueno), ig-beri-nga "que tiene buena vista" (ojo-bueno), aka-beri-nga "que aprende lenguas rápidamente" (lengua-bueno).
Otra peculiaridad en cuanto a las partes del cuerpo es que son poseídas inalienablemente, es decir requieren imperativamente un pronombre posesivo: no se puede decir cabeza sin más, hay que decir mi cabeza o su cabeza etc.
Los pronombres básicos son prácticamente idénticos en todas las lenguas del grupo gran andamanés. El aka-bea servirá de ejemplo representativo (los pronombre se dan en su forma prefijal básica):
| yo, mi             | d  | nosotros, nuestro | m  |
| tu, tus            | ng | vosotros, vuestro | ng |
| él, ella, ello, su | -  | ellos, ellas, su  | -  |

Los pronombres de la subfamilia del sur son bastante diferentes. Se citan las del onge:
| yo, mi             | mi  | nosotros, nuestro | eti  |
| tu, tus            | ngi | vosotros, vuestro | ni   |
| él, ella, ello, su | gi  | ellos, ellas, su  | ekwi |

A juzgar por las fuentes disponibles, las lenguas de las islas Andamán solo tienen dos números cardinales: el "1" y el "2". Sin embargo, curiosamente, tienen por lo menos seis números ordinales. Esta laguna en el vocabulario se remedia cuando es necesario con el uso del lenguaje de señas.

### Ejemplos
El siguiente poema en aka-bea fue escrito por el jefe Jambu tras haber sido liberado de una pena de cárcel de seis meses por homicidio.
| Original: | Transcripción: | Traducción al inglés: | Traducción: |
| ngô:do kûk l'àrtâ:lagî:ka, mō:ro el:ma kâ igbâ:dàla mō:ro el:mo lê aden:yarà pō:-tōt läh. aden:yarà pō:-tōt läh. (estribillo) | tu corazón-triste está, cielo-faz a allí mirando mientras, cielo-faz de onda a mirando mientras, bambú lanza en apoyar-estar. | Thou art sad at heart, gazing there at the sky's surface, gazing at the ripple on the sky's surface, leaning on the bamboo spear. | Tu corazón está triste, mirando allí a la faz del cielo, mirando a la onda sobre la faz del cielo, apoyado en la lanza de bambú. |

Nota 1: La traducción al inglés es de E. H. Man (1902).

Nota 2: Tal como es típico en la poesía andamanesa, las palabras y la estructura de las frases han sido algo abreviadas para obtener el ritmo deseado.

Como un segundo ejemplo, una parte del mito de creación en juwoi, similar al de Prometeo:
Kuro-t'on-mik-a Mom Mirit-la, Bilik l'ôkô-ema-t, peakar at-lo top - chike at laiche Lech-lin a, kotik a ôko-kodak-chine at-lo Karat-tatak-emi-in. 
Transliteración:
"Kuro-t'on-mik-in Sr. Paloma, Dios_-durm-ió, madera fuego-con robando - fue fuego el+tarde  Lech-a él, entonces él _-fuego-hacer-hizo fuego-con Karat-tatak-emi-en."
Traducción al inglés (por Portman):
Mr. Pigeon stole a firebrand at Kuro-t'on-mika, while God was sleeping. He gave the brand to the late Lech, who then made fires at Karat-tatak-emi.
Traducción:
El Sr. Paloma robó una brasa en Kuro-t'on-mika, mientras Dios estaba durmiendo. Dio la brasa al antiguo Lech, quien entonces hizo fuegos en Karat-tatak-emi.

### Comparación léxica
Los numerales comparados de diferentes variedades de lenguas andamanas modernas, junto con la reconstrucción para la protolengua son:
| GLOSA | Gran andamanés (Aka Jeru)              | Ongano       | Ongano      | Ongano           |
| GLOSA | Gran andamanés (Aka Jeru)              | Järawa       | Önge        | PROTO- ONGANO[3] |
| ----- | -------------------------------------- | ------------ | ----------- | ---------------- |
| 1     | ontɔpɔlɔ                               | waya         | -i-uaiya    | *waya            |
| 2     | tɛtabui ~ irʈubui ~ ɲɛrtaɸul / onɟiŋkɔ | naːya        | -i-naga     | *naga            |
| 3     | ondaːfol / encinkɔ                     | kaŋitəjile   | -i-rejidda  | *-təjida         |
| 4     |                                        | ənə itəjile  | manyː ilake |                  |
| 5     |                                        | mala ʈʰuhumə |             |                  |